# Mitología Tolupan
La mitología Tolupan hace referencia al conjunto de creencias, relatos sagrados y visiones del mundo del pueblo originario Tolupan, oriundo de Honduras. Estas creencias existían antes de la llegada de los conquistadores europeos y la posterior adopción del catolicismo. Sin embargo, la documentación escrita sobre esta mitología es escasa, ya que se ha transmitido tradicionalmente de forma oral. La cosmovisión tolupan se conserva mediante relatos familiares y comunitarios, en contextos íntimos o ceremoniales. Además, el aislamiento geográfico de muchas de sus comunidades ha dificultado el acceso y el estudio profundo de sus tradiciones.

## Mitos

### Los Pactos de la Tierra Viva
Los Tolupanes consideran que todos los seres vivos ya sean humanos, animales o plantas están conectados mediante “contratos” con fuerzas o espíritus protectores ligados a la naturaleza. Estas relaciones recíprocas definen el ciclo de la vida y la muerte. Para ellos, existen los llamados “hijos de la muerte”, seres que pagan su existencia con su propia desaparición. La muerte no es vista como una enemiga, sino como una cobradora de ese contrato vital: no llega con odio, sino con propósito. A quienes han cumplido su papel en el mundo, la muerte los recoge con respeto.

### La Liberación de la Luz
En tiempos remotos, los Tolupanes habitaban un mundo sumido en completa oscuridad. El dios sol, conocido como Gokoy, apenas iluminaba el cielo de los dioses, pero su luz no alcanzaba la tierra de los humanos. Esto se debía a que un gigantesco árbol de guamo había crecido tanto que sus ramas bloqueaban la luz solar.
Un joven valiente, llamado Chikwai (también conocido como Tolupancito), fue elegido por su comunidad para enfrentar este desafío. Guiado por los sabios y advertido de las consecuencias de fracasar, Chikwai emprendió la ardua tarea de escalar el árbol sagrado. Con gran esfuerzo, comenzó a cortar las ramas que obstruían el paso del sol. Cuando finalmente las ramas cayeron, la luz de Gokoy iluminó la tierra, devolviendo el día, la fertilidad de la tierra y la esperanza a los Tolupanes. Este mito simboliza la restauración del equilibrio cósmico y el valor del sacrificio por el bien común de la comunidad.

### El Cíclope
El mito narra que en la región que hoy es conocida como la Mosquitia existe un ser humanoide que solo poseía un ojo similar a los ciclopes. El mito describe que es un ser de muy mal temperamento que habita en las profundidades de la selva y suele consumir carne humana, por lo genral la consigue por medio de hombres que se adentran a su territorio los cuales son capturados para ser consumidos por este ser. 

## Deidades
Al igual que otros pueblos originarios de América, los Tolupanes practicaban un sistema religioso politeísta. No obstante, a diferencia de culturas indigenas, no existe un texto mitológico consolidado como el Popol Vuh, por lo que el conocimiento actual se basa en registros fragmentarios. Algunas de sus deidades más relevantes son:

### Tomán Pones Popaywuai
Deidad primordial y figura paternal de los Tolupanes. Se le atribuye la creación del orden natural y moral. Su poder abarca tanto el cielo como la tierra, y se le considera el regente del equilibrio universal.

### Nawaywuai
Representa a la Madre Tierra. Es la fuente de toda vida, y su bienestar está íntimamente ligado al trato que se dé a sus hijos: los seres humanos, los animales y las plantas. Puede castigar a quienes la dañan mediante enfermedades, catástrofes o cosechas estériles.

### Nompwinapu’ú
Dios del maíz e hijo de Tomán. Encarna la sabiduría agrícola y el vínculo espiritual con el cultivo del maíz, alimento sagrado y esencial para la cultura tolupan.

### Gokoy
Fue la deidad solar. Su luz es liberada gracias al sacrificio de Chikwai. Simboliza la renovación, el crecimiento y la fuerza vital que permite la germinación de las plantas.

### Nen
Deidad del inframundo, representada como una enorme boa con cuernos. Actúa como guardiana del “camino de la luna” y aparece en relatos donde castiga a quienes intentan alterar el equilibrio natural. Es asociada con la muerte, las desgracias o los presagios funestos.